# Cătălin Rădulescu
Cătălin-Marian Rădulescu (n. 2 august 1962, Pitești, România) este un fost deputat român ales în legislatura 2016–2020, ales în județul Argeș pe listele partidului PSD.
Rădulescu a fost condamnat penal in 2016 pentru dare de mită. E cunoscut drept „deputatul mitralieră“ după declarația sa cum că ar fi păstrat acasă o mitralieră AKM de la Revoluție, cu care a și amenințat demonstranții anticorupție.

## Origine și educație
Cătălin Rădulescu s-a născut la 2 august 1962. Tatăl său, Iulian Rădulescu, este inginer agronom, iar mama, Anastasia Rădulescu, învățătoare. În 1987 a absolvit Facultatea de Medicină Generală din Timișoara.

## Controversa privind participarea laRevoluție
Potrivit propriilor declarații, Cătălin Rădulescu a participat la Revoluția din 1989 în Pitești, orașul său natal. În acest sens, a obținut un certificat de „luptător remarcat pentru fapte deosebite” în 1996. Ulterior, Rădulescu a susținut că a luptat în Timișoara, fapt contestat de Corneliu Vaida, primul purtător de cuvânt al Armatei și al revoluționarilor din decembrie 1989. De altfel, în declarația din dosar apar inconsistențe în relatarea evenimentelor și contradicții între faptele reale și cele declarate. A fost trimis in judecata de catre DNA in decembrie 2021pentru complicitate la abuz în serviciu cu obținere de foloase necuvenite și fals în declarații în formă continuată, în legătură cu obținerea titlului de "Luptător pentru Victoria Revoluției din decembrie 1989 - Luptător cu Rol Determinant"

## Activitate politică
Între 1990 și 1991, Cătălin Rădulescu a fost președinte al FSN Argeș, fiind ulterior ales deputat în Parlamentul României pe listele partidului. Din 1992 și până în 1996 a fost vicepreședinte al PD Argeș, iar din 1996 este membru PSD. La alegerile din 10 decembrie 2012, Rădulescu a fost ales deputat în circumscripția electorală nr. 9 Pitești Sud din partea USL. Ulterior, la alegerile din decembrie 2016, a obținut un nou mandat în Camera Deputaților.

### Propuneri legislative

#### Pedepse privind pedofilia
În martie 2014, un grup de 27 de parlamentari PSD, printre care Cătălin Rădulescu, a propus, printr-o inițiativă legislativă depusă la Parlament, castrarea chimică a persoanelor care au săvârșit infracțiuni de agresiune sexuală asupra minorilor. Proiectul de lege a fost respins atât de Senat, cât și de Camera Deputaților, votul decisiv fiind dat pe 13 octombrie 2015. În februarie 2018, Cătălin Rădulescu a redepus în Parlament proiectul care prevede reducerea la jumătate a pedepselor pentru violatorii și pedofilii care acceptă castrarea chimică și interzice presei publicarea articolelor care instigă la violență cu privire la persoanele cercetate pentru pedofilie.

#### Modificarea legilor privind abuzul
În decembrie 2017, Cătălin Rădulescu, susținut de 38 de parlamentari, a inițiat un proiect pentru modificarea codurilor penale, fiind propuse mai multe schimbări, cele mai controversate fiind cele referitoare la pragul de 200.000 de euro pentru abuzul în serviciu și nepedepsirea infracțiunilor comise pentru altul, dar și abrogarea articolului 299 referitor la folosirea abuzivă a funcției în scop sexual. Propunerea legislativă a creat un val de revoltă în spațiul public, iar mai mulți semnatari ai propunerii s-au delimitat de inițiativă. Ulterior, Rădulescu a afirmat că va retrage proiectul privind folosirea abuzivă a funcției în scop sexual, precizând că „a apărut acolo și că a fost o scăpare”.

#### Parlamentarii ca intermediari (lege anulată de Curtea Constituțională)
Cătălin Rădulescu a fost promotorul unei modificări a Legii nr. 96/2006 privind Statutul deputaților și al senatorilor. Legea a fost modificată la începutul lunii iulie 2018, în sesiunea extraordinară a Parlamentului, în sensul introducerii unui nou alineat la articolul 37: „În baza mandatului reprezentativ, deputații și senatorii acționează în interesul poporului, putând astfel să intermedieze în orice mod, fără a pretinde sau primi bani sau alte foloase materiale, relația dintre cetățeni și organele administrației publice centrale și locale și serviciile și direcțiile din subordinea acestora, relația dintre aleșii locali și autoritățile publice centrale, dar și dintre potențialii investitori și autoritățile publice locale”. Legea a fost atacată la Curtea Constituțională de președintele Klaus Iohannis. Ulterior, în octombrie 2018, CCR a decis, cu unanimitate de voturi, că modificarea Statutului senatorilor și deputaților este neconstituțională.

#### Evaziune fiscală
Tot în octombrie 2018, Cătălin Rădulescu a inițiat un proiect de lege care prevede că persoanele care au fost condamnate pentru evaziune fiscală pot scăpa de închisoare dacă achită prejudiciul integral, la care se adaugă 20% din suma datorată.
La data de 15.12.2020, Camera Deputaților a adoptat, în calitate de for decizional, legea inițiată de deputatul PSD Cătălin Rădulescu.

## Condamnare penală
Cătălin Rădulescu a fost condamnat definitiv, în decembrie 2016, de instanța supremă, la un an și șase luni de închisoare cu suspendare pentru dare de mită și efectuare de operațiuni financiare ca acte de comerț, incompatibile cu funcția. Cătălin Rădulescu a fost trimis în judecată în aprilie 2014, de procurorii DNA, care l-au acuzat că, în perioada ianuarie 2013–februarie 2014, s-a ocupat și de administrarea și controlul societății comerciale SC Concordia Con Strade, activitate incompatibilă cu funcția de deputat. Procurorii l-au mai acuzat că, la 27 august 2013, în cadrul unei întâlniri cu un manager de proiect, privind construirea unei parcări pentru un supermarket din Pitești, i-a promis acestuia 10.000 de lei. În schimbul banilor, funcționarul trebuia să semneze procesul verbal de recepție, fără reducerea devizului cu suma de 50.000 de lei pentru lucrările prost executate.

## Poziții

### Protestele anticorupție
În timpul protestelor anticorupție din 2017–2018, Cătălin Rădulescu s-a remarcat prin amenințări la adresa protestatarilor. În martie 2017 a cerut ca protestatarii din Piața Victoriei să fie alungați cu tunurile de apă și a declarat că are o mitralieră AKM cu care a luptat la Revoluție, pe care este pregătit să o folosească din nou. În urma declarațiilor, Rădulescu a fost suspendat șase luni din PSD, iar procurorii Parchetului Instanței Supreme l-au pus sub acuzare pentru nerespectarea regimului armelor și munițiilor. De asemenea, în august 2018, după intervenția în forță a jandarmilor împotriva protestatarilor, Cătălin Rădulescu a declarat că violențele de la protest au reprezentat o tentativă de lovitură de stat, responsabili fiind liderii opoziției, în frunte cu președintele Klaus Iohannis, și i-a amenințat pe protestatari: „Nu ne provocați că venim un milion și vă călcăm în picioare”.

### Homosexualitate
Cătălin Rădulescu a fost unul dintre susținătorii vocali ai referendumului pentru redefinirea familiei în Constituție. Organizat pe 6 și 7 octombrie 2018, referendumul a eșuat, întrucât pragul de validare de 30% nu a fost atins. Rădulescu a criticat PSD și Biserica Ortodoxă Română, despre care a spus că ar fi trebuit să se implice mai mult, dar și opoziția, pentru boicotarea consultării populare. Tot în acest context, Rădulescu se declara un apărător al românilor împotriva homosexualilor, opinând cu altă ocazie:
„Orientarea sexuală, alta decât cea firească între un bărbat și o femeie care trebuie să facă copii, este una bolnavă. Este o anatemă medicală. Acești oameni bolnavi trebuie să fie tratați ca atare. Ca medici, să îi tratăm, este o boală sexuală.”

## Viață personală
Cătălin Rădulescu este căsătorit cu Cristiana Rădulescu, de profesie psiholog. Împreună, cei doi au o fiică.